# Edge of Forever
Edge of Forever ist eine italienische Hard-Rock-/Heavy-Metal-Band, die 2002 von Alessandro Del Vecchio in Varese gegründet wurde.

## Bandgeschichte
Del Vecchio gründete Edge of Forever 2002 zusammen mit Sänger Bob Harris (ex-Axe, ex-Frank Zappa), Gitarrist Matteo Carnio , Bassist Christian "Nidhoggr" Grillo (Gjallarhorn), Schlagzeuger Francesco Jovino (später bei Primal Fear, Sinner und U.D.O.). Die Band kam zunächst bei MTM Music unter, wo ihr erstes Album Feeding the Fire erschien. Dieses wurde von Marcel Jakob produziert, der bereits für Yngwie Malmsteen und Talisman arbeitete.
2005 erschien das zweite Album Let the Demon Rock ’N’ Roll im gleichen Line-Up. Produzent war diesmal Bobby Barth (Axe, Blackfoot).
Für das dritte Album  Another Paradise wechselte die Band zum Label 7hard. Nach dem Ausstieg von Bob Harris übernahm Del Vecchio den Gesang selbst. Er war auch für die Produktion zuständig.  Daneben kamen mit Nik Mazzucconi (auch Labÿrinth) ein neuer Bassist und mit Walter Caliaro ein neuer Gitarrist in die Band.
Danach wurde es lange still um die Band. In der Zwischenzeit widmete sich Del Vecchio seinen weiteren Projekte, insbesondere sein Songwriting für Bands wie Hardline, Jorn und Harem Scarem. Für den 6. Dezember 2019 ist mit Native Soul ein neues Album angekündigt. Mit Aldo Lonobile (Gitarre, Death SS und Secret Sphere) und Marco Di Salvia (Schlagzeug, Polarized, Hardline) wurden zwei neue Mitglieder ins Line-Up aufgenommen. Für das neue Album unterschrieb die Band bei Frontiers Records, mit denen Del Vecchio bereits bei anderen Projekten zusammenarbeitete. Im Vorfeld wurden bereits die drei Songs Promised Land, Native Soul und Take Your Time als Musikvideos veröffentlicht.

## Stil
Die Band spielt melodischen Rock zwischen Hard Rock und Heavy Metal. Die Musik enthält, ähnlich wie Yngwie Malmsteen oder House of Lords beispielsweise, viele Neoklassische Elemente.

## Diskografie
Alben
- 2004: Feeding the Fire (MTM Music)
- 2005: Let the Demon Rock ’N’ Roll (MTM Music)
- 2010: Another Paradise (7hard)
- 2019: Native Soul
- 2022: Seminole (Frontiers Records S.R.L.)
- 2023: Rituals